# 805 (numero)
Ottocentocinque (805) è il numero naturale dopo l'804 e prima dell'806.

## Proprietà matematiche
- È un numero dispari.
- È un numero composto, con 8 divisori: 1, 5, 7, 23, 35, 115, 161, 805. Poiché la somma dei suoi divisori (escluso il numero stesso) è 347 < 805, è un numero difettivo.
- È un numero sfenico.
- È un numero fortunato.
- È un numero odioso.
- È un numero congruente.
- È un numero intero privo di quadrati.
- È un numero palindromo e un numero a cifra ripetuta nel sistema di numerazione posizionale a base 34 (NN).
- È parte delle terne pitagoriche (276, 805, 851), (348, 805, 877), (483, 644, 805), (805, 1200, 1445), (805, 1764, 1939), (805, 1932, 2093), (805, 2760, 2875), (805, 6588, 6637), (805, 9240, 9275), (805, 12948, 12973), (805, 14076, 14099), (805, 46284, 46291), (805, 64800, 64805), (805, 324012, 324013).

## Astronomia
- 805 Hormuthia è un asteroide della fascia principale del sistema solare.
- NGC 805 è una galassia lenticolare della costellazione del Triangolo.

## Astronautica
- Cosmos 805 è un satellite artificiale russo.

## Altri ambiti
- La Route nationale 805 è una strada statale della Francia.
- La Interstate 805 è una strada nella Contea di San Diego, Stati Uniti d'America.
- La E805 è una strada europea in Portogallo.
- Le locomotive a vapore 805 erano locotender a due assi accoppiati ed asse portante anteriore costruite in due sottoserie che le Ferrovie dello Stato acquisirono tra il 1910 e il 1911.